# رازيا مويانوفيتش
رازيا مويانوفيتش (بالبوسنوية: Razija Mujanović) مواليد 15 أبريل 1967 في جمهورية يوغوسلافيا الاشتراكية الاتحادية، هي لاعبة كرة سلة بوسنية سابقة. بدأت مسيرتها الاحترافية في سنة 1982. مثلت منتخب بلادها. شاركت في دورة الألعاب الأولمبية الصيفية سنة 1988. اعتزلت اللعب في 2009. لعبت مع نادي كومنسي لكرة السلة للسيدات ودالاس وينغز.

## سجل المنافسة
شاركت في المنافسات التالية:
- الألعاب الأولمبية الصيفية 1988
- كأس العالم لكرة السلة للسيدات 1990

## الميداليات
| الميدالية | المسابقة                           |
| --------- | ---------------------------------- |
| فضية      | الألعاب الأولمبية الصيفية 1988     |
| فضية      | كأس العالم لكرة السلة للسيدات 1990 |

## روابط خارجية
- رازيا مويانوفيتش على موقع الاتحاد الدولي لكرة السلة (الإنجليزية)
- رازيا مويانوفيتش على موقع الاتحاد الوطني لكرة السلة النسائية (الإنجليزية)
- رازيا مويانوفيتش على موقع كرة السلة الأوروبية.كوم (الإنجليزية)
- رازيا مويانوفيتش على موقع بروبوليرز (الإنجليزية)
- رازيا مويانوفيتش على موقع سبورتس رفرنس (الإنجليزية)
- رازيا مويانوفيتش على موقع سبورتس رفرنس (الإنجليزية)
- رازيا مويانوفيتش على موقع اللجنة الأولمبية الدولية (الإنجليزية)
- رازيا مويانوفيتش على موقع أوليمبيديا (الإنجليزية)